# Paul Christoph Gottlob Andreä
Paul Christoph Gottlob Andreä, auch Paul Christoph Gottlieb Andreae und Paul Christoph Gottlob Andre (* 30. Dezember 1772 in Leipzig; † 20. August 1824 in Jena) war ein deutscher Rechtswissenschaftler.

## Leben
Paul Christoph Gottlob war der Sohn des Lehrers an der Leipziger Thomasschule Paul Gottlob Andreä und dessen Frau Clara Sophia Topf (* um 1732; † 8. April 1820 in Thalbürgel). Er eignete sich während seiner Schulbildung an der Thomasschule gute Kenntnisse der alten Sprachen an. So vorgerüstet bezog er die Universität Leipzig, wo er sich vor allem zunächst den Rechtswissenschaften widmete, was sich in der Erlangung des Grades eines Baccalaureus der Rechtswissenschaften am  27. April 1791 widerspiegelt. Seine Lehrer wurden Platner, Seydlit, Heydenreich, Eck, Beck, Born, Burscher, Hilscher, Rössig, Zwanziger, Hebenstreit und Haase. In den Rechtswissenschaften Bauer Schott, Biener, Erhard, Haubold, Einert und Sammert. Er schwenkte jedoch um auf den philosophischen Studienweg, den er am 11. März 1797 mit dem höchsten Abschluss eines philosophischen akademischen Grades abschloss. 
So vorgebildet habilitierte er sich als Privatdozent an der philosophischen Fakultät und erlangte im Folgejahr die Doktorwürde der Rechtswissenschaften. 1802 übernahm er eine außerordentliche Beisitzerstelle als Extraordinierter Assessor an der Juristenfakultät der Universität Wittenberg und stieg 1807 in eine ordentliche Beisitzerposition, die verbunden war mit einer Beisitzerposition am königlich sächsischen Landgericht der Niederlausitz, auf. 1809 übernahm er eine außerordentliche Professur der Rechte und blieb in dieser Position bis zum Ende der Wittenberger Hochschule.
1815 folgte er einem Ruf des Großherzogs  Karl August von Sachsen-Weimar-Eisenach als großherzoglicher sächsischer Hofrat und übernahm damit verbunden eine ordentliche Professur an der Universität Jena, sowie ein Beisitz am dortigen Schöppenstuhl. In Jena unterstützte er die Einrichtung des Oberappellationsgerichts, wurde dort auch Rat und hielt vornehmlich seine Vorlesungen über die Institutionen, die er mit der Geschichte des römischen Rechts nach Ferdinand Mackeldey verband. Hier war er auch im Sommersemester 1821 Rektor der Hochschule und starb nach einer langwierigen Krankheit.

## Werke
- Text zu der Sammlung kleiner Kupfer und Vignetten aus dem Verlage von Voss und Komp. Leipzig 1794–1795
- Diss. Quendam, de conjuctione inter parentes et liberos ad normam praeceptorum juris naturalis definienda. Leipzig 1798 (Online)
- Diss. de legato optionis. Leipzig 1798
- Progr. de Solonis legum erga debitores lenitate. Wittenberg 1812
- Progr. ad Titul, D. de arboribus caedendis. Jena 1818 (Online)